# 殺人!
『殺人!』（Murder!）は、アルフレッド・ヒッチコックが1930年に監督した映画。クレメンス・デインとヘレン・シンプソンのミステリ小説および舞台『Enter Sir John』が原作となっている。『ジュノーと孔雀』、『ゆすり』に続くヒチコックにとって3番目のトーキー映画である。
この作品は長い間パブリック・ドメインとされていたが、フランスのカナル・プラスがこの映画の権利を獲得した。2007年には、ライオンズゲート・ホームエンタテイメントからリマスター版DVDがリリースされた。

## あらすじ
巡業劇団の役者であるダイアナ・バーリングは、仲間の俳優が殺害された現場で、その俳優を見降ろしているところを発見された。彼女は事件当時の記憶がなく、疑わしいと思った警察は彼女を逮捕。裁判は有罪となる。しかし陪審員のひとりで有名俳優の、サー・ジョンは、ダイアナの所属する劇団のテッド・マーカムとその妻ドゥーシーの手を借りて、事件を追及していくことに決める。サー・ジョンが事件を洗い直した結果、女装の空中ブランコ芸人、ハンデル・フェインが容疑者として浮かんできた。3人は、ダイアナを救うことができるか？

## キャスト
- ハーバート・マーシャル：サー・ジョン
- ノラ・ベアリング：ダイアナ・バーリング
- フィリス・コンスタム：ドゥーシー・マーカム
- エドワード・チャップマン：テッド・マーカム
- マイルズ・マンダー：ゴードン・ドルチェ
- エスメ・パーシー：ハンデル・フェイン
- アルフレッド・ヒッチコック:カメオ出演

### ドイツ語版キャスト
- ジョン：アルフレート・アーベル
- メアリー：オルガ・チェホーワ

## ヒッチコックの登場シーン
殺人が起こった家を通行人として前方を横切る男として登場する。